# Goiânia Noise Festival
Le Goiânia Noise Festival est un festival de rock organisé annuellement depuis 1995 à Goiânia, au Brésil. Sa première édition a lieu en mai 1995, sur la place de l'Université de la ville, avec 14 attractions. Depuis, il s'agit du plus grand festival de rock indépendant du Brésil,,,,,,,,.

## Programmations

### 1995–1999
- 1995 (4–5 mai, Praça Universitária) : Psycho Drops (SP), Succulent Fly (DF), Mechanics, Decibéis D'bilóid's, CFC, Mandatory Suicide, Rat Salad, Casa Bizantina, Jukes, HC-137, Lettuce, Anesthesia Brain, Cockatoos, et Murder.

- 1996 (25–26 octobre, Praça Universitária) : Tequila Baby (RS), Coringa (RJ), Sex Noise (pt) (RJ), Trap (SP), Negative Control (SP), Vernon Walters (DF), Divine (DF), Di Kara (LZ), Jonhsons (LZ), Mechanics, CFC, Decibéis D'bilóid's, Rat Salad, Cash for Chaos, et Cockatoos.

- 1997 (29–31 août, Escola Técnica Federal) : Krápulas (PR), Dance of Days (SP), Paura (SP), Bughouse (SP), The Concept (SP), Loop B (SP), Piu Piu & sua Banda (RJ), Ragnarok (MG), Os Baratas Tontas (MG), RC DAC (DF), Mechanics, CFC, Decibéis D'bilóid's, Rat Salad, Punch, Mandatory Suicide, Grape Storms, Skabide, Phantom, Cash for Chaos, Èlet, et Anesthesia Brain.

- 1998 (20–22 novembre, Cine Santa Maria) : KBendis (RJ), Jason (RJ), Zumbi do Mato (RJ), Wry (SP), Burt Reynolds (SP), Zumbis do Espaço (SP), Magüerbes (SP), Deceivers (DF), Relespública (PR), Mechanics, CFC, Casa Bizantina, Punch, Fits, NEM, Coisa, Seteclones, et Ultra.

- 1999 (12–14 novembre, Território Brasileiro Pub) : Bois de Gerião (DF), Frank Poole (DF), Impossíveis (MS), Biggs (SP), Mechanics, MQN, Hang the Superstars, NEM, IMP, Motherfish, Ultra, et Desordem Progressiva.

### 2000–2005
- 2000 (10–12 novembre, DCE de l'Université fédérale de Goiás) : Bidê ou Balde (RS), Walder Wildner (RS), Walverdes (pt) (RS), Diesel (MG), Superbug (SC), Automatic Pilot (SP), Sala Especial (SP), The Book Is On The Table (SP), Pullovers (SP), Os Catalépticos (PR), Limbonautas (PR), Netunos (RJ), Prot(o) (DF), Mechanics, MQN, Hang the Superstars, NEM, Casa Bizantina, et Resistentes. Maurício Mota (GO) (art).

- 2001 (12–14 octobre, Centro Cultural Martim Cererê) : Nebula (EUA), Ratos de Porão (SP), Devotos de Nossa Senhora Aparecida (SP), Momento 68 (SP), Detetives (SP), Prole (SP), Hurtmold (SP), Os The Darma Lóvers (RS), Walverdes (RS), Tom Bloch (RS), Grenade (PR), Dead Billies (BA), Prot(o) (DF), Sonic Júnior (AL), Leela (RJ), Ambervisions (SC), Ps&co. Ataq, Mechanics, MQN, Hang the Superstars, NEM, Lobinho e os 3 Porcão, Violins, Señores, Soul Rookers, Motherfish, et Resistentes. Maurício Mota (GO) (art).

- 2002 (22–24 novembre, Centro Cultural Martim Cererê) : Los Hermanos (RJ), Lobão (RJ), Violeta de Outono (SP), Crazy Legs (SP), Detetives (SP), Prole (SP), Ovos Presley (PR), Pelebrói Não Sei (PR), Tarja Preta (PR), Mustang (RJ), Brinde (BA), Arsene Lupin (BA), Nancita e os Grazzers (BA), Sapatos Bicolores (DF), Macakongs 2099 (DF), Beto Só (DF), thesurfmotherfuckers (MG), Estrumen'tal (MG), Snooze (SE), Ambervisions (SC), TNYFBB (GO), Influenza (RJ), Playground (GO), Against (GO), Resistentes (GO), Namoska (GO), Fantasma de Agnes (GO), Ressonância Mórfica (GO), Trissônicos (GO), Mechanics (GO), MQN (GO), Chef Wong's (GO), Hang the Superstars (GO), NEM (GO), Réu e Condenado (GO), et Violins (GO). Maurício Mota (GO) (art).

- 2003 (7–9 novembre, Jóquei Clube de Goiás) : Ratos de Porão (SP), Prot(o) (DF), Sapatos Bicolores (DF), Relespública (PR), ESS (PR), Vamoz! (PE), Astronautas (PE), Los Pirata (SP), Borderlinerz (SP),  Detetives (SP), Matanza (RJ), Wado (AL), Mukeka di Rato (ES), Retrofoguetes (BA), Walverdes (RS), Autoramas (RJ), Mechanics, MQN, Hang the Superstars, NEM, Violins, Valentina, Flores Indecentes, Shakemakers, The Zeroes, Trissônicos, Desastre, Resistentes, HC-137, et Astronauta Elvis (MS). Rex (Santo Design - BA) (art).

- 2004 (10–12 décembre, Centro Cultural Martim Cererê) : Tequila Baby (RS), Cachorro Grande (RS), Bidê ou Balde (RS), Autoramas (RJ), Relespública (PR), Sapatos Bicolores (DF), Suite Super Luxo (DF), Muzzarelas (DF), Daniel Belleza (SP), Jumbo Elektro (SP), Pata de Elefante (RS), Irmãos Rocha! (RS), Faicheclers (PR), Superoutro (PE), Astronautas (PE), Billy Goat (RJ), Valv (MG), Eletrola (PA), Mustang (RJ), Retrofoguetes (BA), Seven/ Orquestra Abstrata, Señores, Rollin' Chamas, Mob Ape, Mechanics, MQN, Hang the Superstars, NEM, Violins, Skyfuzz, Barfly, Réu e Condenado, Lake, Valentina, Shakemakers, Resistentes, et Zentropa. Nitrocorpz (GO) (art).

### 2005–2009
- 2005 (1er–4 décembre, Centro Cultural Martim Cererê) : Cólera (SP), Eddie (PE), Wry (SP), Forgotten Boys (SP), Os Pedrero (ES), Ludovic (SP), Parafusa (Pérou), Alface (RN), Macaco Bong (MT), Zumbis do Espaço (SP), Zumbi do Mato (RJ), Frank Jorge et Plato Divorak (RS), Tomada (SP), Sonic Volt (RS), Kratera (SC), Ecos Falsos (SP), La Pupuña (PA), Ronei Jorge e os Ladrões de Bicicleta (BA), Miguelito Cochabamba (SP), Dead Smurfs (MG), Seven/Orquestra Abstrata, Valentina, Rollin' Chamas, Resistentes, Mechanics, Ressonância Mórfica, MQN, Vó Delmira, Señores, Hang the Superstars, Violins, Barfly, NEM, Desastre, Trissônicos, Olhodepeixe, WC Masculino, The Computers, The Rockefellers, Réu e Condenado, et Just Another Fuck. Bicicleta Sem Freio (GO) (art).

- 2006 (24–26 novembre, Centro Cultural Oscar Niemeyer) : Los Hermanos (RJ), Ratos de Porão (SP), Nação Zumbi (PE), BNegão e os Seletores de Frequência (RJ), Patrulha do Espaço (SP), Matanza (RJ), Cascadura (BA), Carbona (RJ), Ação Direta (SP), Montage (CE), Karine Alexandrino (CE), Maldita (RJ), Pata de Elefante (RS), Snooze (SE), Prot(o) (DF), Fossil (CE), Tom Bloch (RS), Crazy Legs (SP), Los Diaños (PR), Supergalo (DF), Debate (SP), Seven/Orquestra Abstrata, Mechanics, MQN, Valentina, Trissônicos, Violins, Johnny Suxxx and the Fucking Boys, Ressonância Mórfica, WC Masculino, Black Drawing Chalks, Mesault e a Máquina de Escrever, Bang Bang Babies, et Obesos!. Nitrocorpz (GO) (art).

- 2007 (23–25 novembre, Centro Cultural Oscar Niemeyer) : The Dt's (EUA), Pato Fu (MG), Rubín & Los Subtitulados (ARG), Móveis Coloniais de Acajú (DF), Sick Sick Sinners (PR), Os Haxixins (SP), Cooper Cobras (RJ), Superguidis (RS), Cordel do Fogo Encantado (PE), Júpiter Maçã (RS), Mukeka di Rato (ES), Korzus (SP), Perrosky (Chili), Kassin + 2 (RJ), Pelvs (RJ), Stuart (SC), Sepultura (MG), Mundo Livre S/A (PE), Motosierra (URU), The Battles (USA), Pata de Elefante (RS), Macaco Bong (MT), Damn Laser Vampires (RS), Ecos Falsos (SP), The Name (SP), Spiritual Carnage, Rollin' Chamas, Perfect Violence, Motherfish, Mechanics, Sangue Seco, Valentina, Control Z, Woolloongabbas, Barfly, Seven/Orquestra Abstrata, Mugo, Diego de Moraes, Violins, MQN, et Black Drawing Chalks. Galvão (SC) (art).

- 2008 (21–23 novembre, Centro Cultural Oscar Niemeyer) : Marcelo Camelo (RJ), Black Lips (EUA), Vaselines (Écosse), Lucy and the Popsonics (DF), Frank Jorge (RS), Motherfish (GO), Canastra (RJ), Continental Combo (SP), Calumet-Hecla (EUA), The Backbiters (GO), Mickey Junkies (SP), Holger (SP), Orquestra Abstrata (GO), Demosonic (GO), Gloom (GO), Instituto (SP), The Flaming Sideburns (Finlande), Black Mountain (Canada), Black Mekon (Royaume-Uni), Cabruêra (PB), MQN (GO), The Dead Rocks (SP), Gangrena Gasosa (pt) (RJ), Os Ambervisions (SC), Black Drawing Chalks (GO), Guizado (SP), Amp (PE), Mugo (GO), Mersault e Máquina de Escrever (GO), Cicuta (GO), Helmet (EUA), Inocentes (SP), Periferia SA (SP), Claustrofobia (SP), The Tormentos (ARG), Loop B (SP), Mechanics (GO), The Ganjas (Chili), Bang Bang Babies (GO), Motek (Belgique), Hillbilly Rawhide (PR), Heaven’s Guardian (GO), Goldfish Memories (GO), et Fígado Killer (GO). Fabio Zimbres (RS) (art).

- 2009 (25–29 novembre : Teatro Madre Esperança Garrido - Colégio Santo Agostinho, Fiction Club,  Capim Pub, Teatro do Centro Cultural Goiânia Ouro, Bolshoi Pub, Metrópolis e Centro Cultural Martim Cererê) : Hermeto Pascoal et Grupo (SP), Vida Seca, Juraildes da Cruz (pt), Vamoz (PE), The Soundscapes (SP/EUA), Motherfish, Os Cabeloduro (DF), Leptospirose (SP), Ressonância Mórfica, HC-137, Señores, Siba (PE) + Roberto Corrêa (DF), Cega Machado, Ricardo Koctus (MG), Detetives (SP), Johnny Suxxx and Fucking Boys, The Name (SP), Sapatos Bicolores (DF), Bang Bang Babies, MQN + Walverdes (RS), Guizo (Chili), Punch, Volver (PE), Glass'n'Glue (RJ), Sattva, Móveis Coloniais de Acaju (DF) + Bocato (SP), Think About Life (Canada), Devotos (PE), Vivendo do Ócio (BA), Rinoceronte (RS), O Melda (MG), Hellbenders, Dirty Projectors (EUA), Black Drawing Chalks + Chuck Hipholito (SP), Mama Rosin (Suíça), Porcas Borboletas (MG) + Paulo Patife (SP), Los Lotus (ARG), Mugo, The Backbiters, As Mercenárias (SP), Mechanics, Confronto, GrimSkunk (Canadá), Cassin & Barbaria (SC), Mini Box Lunar (AP), Evening, Diego de Moraes e o Sindicato + Astronauta Pinguim (RS), Violins, Trivoltz, Domá da Conceição, Barfly, Naquele Tempo, Torre de Jamel, Terrorista da Palavra + Jorge Mautner (SP), Umbando, Grace Carvalho, Gloom, Cine Capri, Hot & Hard Co, Face a Face, Ivo Mamona, Soldados Urbanos, Reverso da Moeda, Linha Dura (MT), U Plano, et Eko. MZK (SP) (art).

### 2010–2014
- 2010 (17–21 novembre, Centro Cultural Martim Cererê, Ambiente Skate Shop e Centro de Cultura et Eventos da UFG) : Macaco Bong (MT) + Vitor Araújo (PE) + Móveis Coloniais de Acaju (DF) + Porcas Borboletas (MG), Lucy and the Popsonics (DF) + Jonh Ulhôa (MG), Superguidis (RS) + Philippe Seabra (DF), Gloom + Diego de Moraes, Violins, Mugo, Johnny Suxxx and Fucking Boys, Hellbenders, Dyskreto, Space Monkeys, Hot & Hard Co., Krisiun (RS), Otto (PE), Black Drawing Chalks, Nina Becker (RJ), Walverdes (RS), Viv Albertine (UK), Volantes (SP), Él Mató a un Policía Motorizado (ARG), Spiritual Carnage, Bang Bang Babies, Fígado Killer, Trivoltz, Folk Heart, Musica Diablo (SP), The Mummies (EUA), Cólera (SP), Mechanics, 3 Hombres (SP), Do Amor (RJ), Vespas Mandarinas (SP), Ecos Falsos (SP), Bandanos (SP), Dizzy Queen (ES), Cuadros Invitados (ARG), Ímpeto, Posthuman Tantra, Galinha Preta (DF), WxCxM, Ultravespa, Radio Carbono, Black Queen, et Gilberto Gil (BA) + Macaco Bong (MT).

- 2011 (2–3 décembre, Sol Music Hall - Clube Jaó) : Chacina, Black Queen, Atomic Winter, Lady Lanne, The Neves (DF), FireFriend (SP), Peixoto e Maxado (SP), Space Truck, Oitão (SP), Cassim e Barbária (SC), Hellbenders, Bang Bang Babies, Delinquent Habits (EUA), Os Haxixins (SP), Raimundos (DF), Cidadão Instigado (SP), The Bellrays (EUA), Doentes do Amor, Darshan (DF), Kamura, Dry, The Galo Power, The Pro (DF), Vida Seca, Diablo Motor (PE), Bambinos Selvagens (RS), Beach Combers (RJ), Kães Vadius (SP), Violins, Mechanics, Brollies and Apples (SP), Claustrofobia (SP), Big Bang (Norvège), DeFalla (RS), Siba (PE), et Gerson King Combo (RJ).

- 2012 (9–11 novembre, Centro Cultural Oscar Niemeyer) : Coerência, Dirty Harry, Mortuário, Space Truck, Worst (SP), Mapuche (SC), Boom Boom Kid (ARG), Kamura, Pez (ARG), Madrid (SP), Trash Talk (EUA), Chimpanzés de Gaveta, Lirinha (PE), Jam Fuzz, Leave Me Out (MG), Versário, Fabulous Bandits (PR), Judas (DF), Grindhouse Hotel (SP), Dry, The OverAlls (Autriche), TNY, Lord Bishop Rocks (EUA), Atomic Mambo All-Stars (SC), Girlie Hell, Hellsakura (SP), Autoramas (RJ), Karina Buhr (PE), Crucified Barbara (Suécia), Damn Stoned Birds, Corja, Shakemakers, Valdez (DF), The Galo Power (GO), Motel Overdose (SC), Cassino Supernova (DF), Violins (GO), Os Skrotes (SC), MechaniKISS (GO), et Indigno (Équateur).

- 2013 (6–8 décembre, Centro Cultural Martim Cererê) : The Exploited (UK), Zefirina Bomba (PB), The Galo Power, Soothing, Diablo Motor (PE), The Baggios (SE), Delinquentes (PA), As Radioativas (SP), Evening, Calango Nego, Ressonância Mórfica, Shotgun Wives, Mad Matters, Sangue Seco, Expressão Urbana, Mixhell (SP), Marcelo Gross (RS), Kamura, Darshan (DF), Mechanics, Walverdes (RS), Zander (RJ), Ação Direta (SP), Mad Sneaks (MG), 2Dub (DF), Coletivo Suigeneris, Lust For Sexxx, Fuzzly (MT), Tarso Miller and The Wild Comets (MG), Indústria Orgânica, Damn Stoned Birds, Gomorrah in Blood, Mad Grinder (RN), Pressuposto, Krisiun (RS), Alf (DF), Girlie Hell, Besouro do Rabo Branco (DF), Galinha Preta (DF), Space Truck, Johnny Suxxx and Fucking Boys, Versário, Overfuzz, Projeto Mazombo, Rios Voadores (DF), Baba de Sheeva, Grieve, Entre os Dentes, et West Bullets. Gustavo Berocan (GO) (art).

- 2014 (5–7 décembre, Centro Cultural Oscar Niemeyer et Centro Cultural Martim Cererê) : Biohazard (EUA), Matanza (RJ), Mechanics, Girlie Hell, Coletivo Suigeneris, Ghon, Mundo Livre S/A (PE), Radio Moscow (EUA), Carne Doce, The Galo Power, Hellbenders, Space Truck, Barizon (RJ), Spiritual Carnage, The Neves (DF), Them Old Crap (PR), Diego Mascate, Overfuzz, Damn Stoned Birds, Gasper, The Dead Pixels (MG), Revolted, Coerência, Gonorant$ (DF), Pedrada, Off a Cliff, Korzus (SP), Terrorizer (EUA), Cachorro Grande (RS), Ressonância Mórfica, Relespública (PR), O Satânico Dr. Mao e os Espiões Secretos (SP), Tonto, Daniel Groove (CE), Boca Seca, Dry, DDO, Luxúria de Lilith, Bang Bang Babies, Dogman, Two Wolves (Senador Canedo), Almost Down, et Red Light House. Marcatti (SP) (art)

### 2015–2019
- 2015 (13–15 novembre, Centro Cultural Martim Cererê) : Dead Fish (ES), Girlie Hell, Two Wolves (GO), Coerência, Dry, Chapamamba (RJ), Indiscipline (RJ), Monofuzz (SP), Chimpanzés de Gaveta, Quebrada, Melodizzy, Worsa (DF), Sanguínea, Moltkes, O Quarto Pecado, John Wayne (SP), Oitão (SP), The Galo Power, Beto Cupertino, Volúpia di Baco, Overfuzz, Krow (MG), Dehuman (Belgique), Vish Maria, Nervochaos (SP), Neuróticos (Brésil/Japon), Ineffable Act, Half Bridge, The Revengers, Almost Down, Sheena Ye, Peixefante, Rural Killers, Ratos de Porão (SP), Woolloongabbas, Ressonância Mórfica, The Overalls (Autriche), Mechanics, Zefirina Bomba (PB), Bruto (DF), Valdez (DF), Señores, Pedrada, Ímpeto, La Morsa (Anápolis), Yetis, Henzga, Suttura, Components, et A Mentira Oculta.

- 2016 (5–7 août, Centro Cultural Oscar Niemeyer) : Dogman (GO), DJ Daniel Mello (GO), Sixxen (GO), Innefable Act (GO), Overfuzz (GO), Chef Wong’s (GO), Selvagens à Procura de Lei (CE), The Shrine (EUA), Girlie Hell (GO), Mechanics, Ressonância Mórfica (GO), Devotos de Nossa Senhora Aparecida (SP), Black Alien (RJ), Sepultura (MG), Lobinho e os 3 Porcão (GO), Half Bridge, Chá de Gim, Trivoltz, Faroeste, Sótão, Almost Down, Cattarse (RS), Rec On Mute (SC), Aurora Rules (GO), Sheena Ye (GO), Dirty Coal Train (Portugal), Hillbilly Rawhide (PR), Retrofoguetes (BA), Johnattan Doll e os Garotos Solventes (CE), Two Wolves (Senador Canedo), Vish Maria, CPM 22 (SP), Nação Zumbi (PE), Rapsódia, Marmelada de Cachorro, Heaven's Guardian, Gasper, Rural Killers, Ímpeto, Lattere, Burt Reynolds (SP), Royal Dogs (MA), La Raza (SP), Serial Killer (RJ), Woolloongabbas, Dance of Days (SP), Os Cabeloduro (DF), The Galo Power (GO), BNegão e os Seletores de Frequência (RJ), Matanza (RJ), et Cypress Junkies (EUA). Rex (Santo Design - BA) (art).

- 2017 (18–20 août, Sol Music Hall - Clube Jaó) : Camisa de Vênus toca Raul (BA), Project 46 (SP), Innefable Act (GO), Rollin’ Chamas (GO), Jukebox From Hell (GO), Two Wolves (GO), Bob Malmström (Finlândia), Necro (AL), Uganga (MG), Sã (GO), Canábicos (MG), Half Bridge (GO), Black Lines (GO), Ressonância Mórfica (GO), Dead Meat (GO), This Is Perro (GO), Outsider (GO), Pato Fu (MG), Odair José (GO), Tati Bassi (SP), Cólera (SP), Mechanics (GO), Monstros do Ula Ula (RJ), Nenê Altro (SP), Las Diferencias (Argentine), Señores (GO), Suco Elétrico (RS), Desastre (GO), La Morsa (GO), The Baudelaires (PA), Revolted (GO), Ok Johnny (GO), Templates (GO), The Galo Power (GO), Caffeine Lullabies (GO), Old Place (GO), Almost Down (GO), Shallrise (GO), Raimundos (DF), Relespública (PR) + Edgard Scandurra (SP), Sheena Ye (GO), Rocca Vegas (CE), Stoned Jesus (Ucrânia), The Dirty Coal Train (Portugal), Os Gringos (MG), Red Mess (PR), Dogman (GO), Light River Company (GO), Acéfalos (GO), Woolloongabbas (GO), Rural Killers (GO), et Chef Wong's (GO). Aleixo Leite (Buraco de Bala - DF) (art).

- 2018 (10–12 août, Centro Cultural Martim Cererê) : The Toy Dolls (Royaume-Uni), Mundo Livre S/A (PE), Don Dillinger (MG) + Supla (SP), Machete Bomb (PR), Violins (GO), Translúcido (Argentina), Ressonância Mórfica (GO), Macakongs 2099 (DF), Mugo (GO), Branda (GO), Diego Mascate (GO), Almost Down (GO), Sixxen (GO), Lobinho e Os 3 Porcão (GO), Urumbeta do Espaço (GO), SC 16 (GO), Blowdrivers (GO), The Galo Power (GO), Sheena Ye (GO), Linguachula (SP), Drakula (GO), Volúpia di Baco (GO), Diablo Motor (PE), Variantes (SC), Killah (GO), Desert Crows (GO), Chef Wong's (GO), Corja (GO), Ustads (GO), Templates (GO), Bad Distortion (GO), Casulo Fantasma (GO), Distorce (GO), Mechanics (GO), Aurora Rules (GO), Cérebro de Galinha (PA), PUS (DF), Half Bridge (GO), The Bombers (SP), Armun (GO), River Phoenix (DF), Pedrada (GO), Rural Killers (GO), WxCxMx (GO), Ilizarov (GO), et Krakkenspit (GO). Kin Noise (PE) (art).

- 2019 (9–11 août, Centro Cultural Martim Cererê) : Ratos de Porão (SP), Odair José (GO), Ação Direta (SP), Mulamba (PR), Two Wolves (GO), Caboclo Roxo (GO), Mustache e Os Apaches (SP), Mechanics (GO), Os Indomáveis e Sandoval Shakerman (GO), Somaa (SC), The Galo Power (GO), Templates (GO), Bad Distortion (GO), União Clandestina (GO), Sê Bastião (GO), Matanza Inc (RJ), Time Bomb Girls (SP), Desert Crows (GO), Jukebox from Hell (GO), Rocca (CE), Bad Humans Noise (MG), Sheena Ye (GO), Old Skull Guz (PR), Cabaré de Eliete (GO), Riso do Abismo (GO), Burning Rage (GO), Dergo (GO), Terra Cabula (GO), Surra (SP), Rollin' Chamas (GO), Armun (GO), Ressonância Mórfica (GO), Hate Moss (UK), Murder (GO), Gregor (GO), Guerrilha dos Coelhos Mutantes (GO).

### 2022
- 2022 (15–19 février, en direct sur le web, Centro Cultural Martim Cererê) : Violins (Goiânia), Rollin Chamas (Goiânia), Sunroad (Goiânia), The Galo Power (Goiânia), Manaiê (Goiânia), Jukebox from Hell (Goiânia), Kamura (Goiânia) et Fred Valle (Goiânia), Canto Violado (Anápolis), Casulo Fantasma (Uruaçu), et Vulture Bones (Jataí). Julian Weber (Allemagne) (art).